# Commissariat général au développement durable
Ne doit pas être confondu avec le Conseil général de l'environnement et du développement durable (CGEDD).
 (février 2023).
Le Commissariat général au développement durable (CGDD) est un organisme du ministère de la Transition écologique créée en 2008 pour animer et assurer le suivi de la stratégie nationale de développement durable de la France et contribuer à son déploiement. 

## Histoire
Le Commissariat général au développement durable est créé le 9 juillet 2008, alors que le ministre de l'Écologie, de l'Énergie, du Développement durable et de l'Aménagement du territoire est Jean-Louis Borloo, dans le gouvernement Fillon 2.

## Fonctions
Grâce à son positionnement transversal, le commissariat assure un rôle d'intégration et de coordination des politiques du ministère et au plan interministériel. Ses fonctions sont notamment : 
- le pilotage du dialogue environnemental sur les choix et priorités politiques à travers le Conseil national de la transition écologique ;
- l'appui à la préparation et au suivi des travaux du Conseil de défense écologique ;
- la participation au verdissement de l'économie et à son financement en étant notamment membre du COMEX du Programme d'investissement d'avenir (PIA) ;
- l'évaluation des conséquences des politiques publiques du ministère en matière de développement durable ;
- la mobilisation de la recherche, de l'innovation et de l'expertise au profit des politiques ministérielles ;
- la production et la diffusion de l'information environnementale à destination du grand public en tant qu'il est le service statistique ministériel ;
- l'élaboration et la diffusion de nombreuses publications dans deux grandes familles de collection : Datalab, pour faire état des connaissances à un instant donné et Théma, pour rendre compte de travaux d’études et d’expertise.

Le commissaire général au développement durable est le superviseur des données du ministère.
Principalement localisé à La Défense, le commissariat général au développement durable compte aussi une antenne à Orléans, ainsi que des équipes statistiques à Lyon, Montpellier et Rennes.

## Organisation
Pour réaliser l'ensemble de ces missions, le Commissariat général du développement durable (CGDD) s'appuie sur six structures et un « laboratoire d'idées » :
- le service des données et études statistiques (SDES) constitue le service statistique ministériel. À ce titre, il produit des données et indicateurs issus de l’observation et des études statistiques dans les domaines de l’environnement, de l’énergie, des transports, du logement et de la construction[2].
- le service de l’économie verte et solidaire (SEVS) produit des études et analyses économiques, évalue les politiques menées par le ministère et facilite l'intégration de l’innovation, de l’environnement et des démarches de développement durable par les acteurs socio-économiques.
- le service de la recherche et de l’innovation (SRI) contribue, en liaison avec les ministères chargés de la recherche et des entreprises, à la définition des orientations de la politique nationale de recherche et d’innovation en matière d’environnement, d’aménagement, de transports et d’énergie. Dans le cadre de la supervision générale des données, il est en outre chargé, en lien avec le secrétariat général, d’élaborer et d’animer la stratégie du ministère en matière de données.
- la délégation au développement durable (DDD) coordonne les choix stratégiques du ministère en référence aux Objectifs de développement durable de l’Agenda 2030 et s'assure de leur prise en compte dans les politiques ministérielles. Elle promeut également la participation citoyenne, l'engagement des collectivités et le dialogue de tous les acteurs de la société en faveur de la transition écologique.
- la sous-direction de la stratégie éditoriale et de la diffusion (SDSED) propose et met en œuvre la stratégie éditoriale du commissariat, en assurant la programmation, la coordination éditoriale et le suivi des productions, ainsi que leur réalisation numérique, leur diffusion et leur valorisation.
- la sous-direction des affaires générales (SDAG) est chargée d’assurer une gestion de proximité des ressources humaines ainsi que des moyens logistiques et budgétaires du commissariat général au développement durable.
- la commission de l'économie pour le développement durable, le laboratoire d'idées créé en novembre 2020[δ], a pour mission d’éclairer, par l’analyse des données statistiques et la confrontation des analyses économiques, l’élaboration et l’évaluation des politiques publiques dans les domaines de l’environnement, de l’énergie, du climat, des transports et du logement. Elle établit chaque année un rapport d’ensemble sur l’économie de l’environnement.

## Direction
- 11 juillet 2008 : Michèle Pappalardo[a], conseiller maître à la Cour des comptes, ancienne présidente de l'ADEME
- 2 mai 2011 : Dominique Dron[b], ingénieure générale des mines
- 15 novembre 2012 : Jean-Paul Albertini (d)[c]
- 22 décembre 2014 : Paul Delduc[d]
- 20 mai 2015 : Laurence Monnoyer-Smith (d)[e]
- 30 avril 2019 : Thomas Lesueur (d)[f]

- 2 septembre 2024 : Brice Huet [g]